# ألدو كامباتللي
ألدو كامباتللي (بالإيطالية: Aldo Campatelli)‏ (مواليد 7 أبريل 1919) هو لاعب كرة قدم. يلعب مع منتخب إيطاليا لكرة القدم. سبق له أن لعب في كأس العالم لكرة القدم مع منتخب بلاده.

## روابط خارجية
- ألدو كامباتللي على موقع الاتحاد الدولي (مؤرشف)  (الإنجليزية)
- ألدو كامباتللي على موقع قاعدة بيانات كرة القدم.إي يو (الإنجليزية)
- ألدو كامباتللي على موقع ناشيونال فوتبول تيمز (الإنجليزية)
- ألدو كامباتللي على موقع عالم كرة القدم.نت (الإنجليزية)